# Trophée NHK 1988
Navigation
Édition précédente Édition suivante
Le Trophée NHK (en anglais : NHK Trophy) est une compétition internationale de patinage artistique qui se déroule au Japon au cours de l'automne. Il accueille des patineurs amateurs de niveau senior dans quatre catégories: simple messieurs, simple dames, couple artistique et danse sur glace.
Le dixième Trophée NHK est organisé en 1988 au gymnase olympique de Yoyogi à Tokyo.

## Résultats

### Messieurs
| Rang | Nom               | Pays             | Points | Prog. court | Prog. libre |
| ---- | ----------------- | ---------------- | ------ | ----------- | ----------- |
| 1    | Alexandre Fadeïev | Union soviétique | 1.5    | 1           | 1           |
| 2    | Petr Barna        | Tchécoslovaquie  | 3.5    | 3           | 2           |
| 3    | Kurt Browning     | Canada           | 4.0    | 2           | 3           |
| 4    | Daniel Doran      | États-Unis       | 6.5    | 5           | 4           |
| 5    | Makoto Kano       | Japon            | 7.0    | 4           | 5           |
| 6    | Todd Eldredge     | États-Unis       | 9.0    | 6           | 6           |
| 7    | Yuriy Tsymbalyuk  | Union soviétique | 10.5   | 7           | 7           |
| 8    | Zhang Shubin      | Chine            | 12.0   | 8           | 8           |
| 9    | Cameron Medhurst  | Australie        | 15.5   | 13          | 9           |
| 10   | Peter Johansson   | Suède            | 15.5   | 11          | 10          |
| 11   | Tatsuya Fujii     | Japon            | 16.5   | 9           | 12          |
| 12   | Jung Sung-il      | Corée du Sud     | 17.0   | 12          | 11          |
| 13   | Axel Médéric      | France           | 17.5   | 9           | 13          |

### Dames
| Rang | Nom              | Pays                 | Points | Prog. court | Prog. libre |
| ---- | ---------------- | -------------------- | ------ | ----------- | ----------- |
| 1    | Midori Ito       | Japon                | 1.5    | 1           | 1           |
| 2    | Kristi Yamaguchi | États-Unis           | 3.0    | 2           | 2           |
| 3    | Marina Kielmann  | Allemagne de l'Ouest | 5.5    | 5           | 3           |
| 4    | Yvonne Gomez     | Espagne              | 6.0    | 4           | 4           |
| 5    | Simone Koch      | Allemagne de l'Est   | 6.5    | 3           | 5           |
| 6    | Yukiko Kashihara | Japon                | 10.5   | 7           | 7           |
| 7    | Bo Zhang         | Chine                | 11.0   | 6           | 8           |
| 8    | Beatrice Gelmini | Italie               | 11.5   | 11          | 6           |
| 9    | Mari Asanuma     | Japon                | 13.0   | 8           | 9           |
| 10   | Tamara Téglássy  | Hongrie              | 14.5   | 9           | 10          |
| 11   | Lotta Falkenbäck | Suède                | 16.0   | 10          | 11          |
| 12   | Sung Jin Byun    | Corée du Sud         | 18.0   | 12          | 12          |

### Couples
| Rang | Nom                              | Pays             | Points | Prog. court | Prog. libre |
| ---- | -------------------------------- | ---------------- | ------ | ----------- | ----------- |
| 1    | Larisa Seleznyova / Oleg Makarov | Union soviétique | 1.5    | 1           | 1           |
| 2    | Elena Bechke / Denis Petorov     | Union soviétique | 3.0    | 2           | 2           |
| 3    | Kristi Yamaguchi / Rudy Galindo  | États-Unis       | 4.5    | 3           | 3           |
| 4    | Isabelle Brasseur / Lloyd Eisler | Canada           | 6.0    | 4           | 4           |
| 5    | Sharon Carz / Doug Williams      | États-Unis       | 7.5    | 5           | 5           |
| 6    | Wa Mi / Jun Fan                  | Chine            | 9.0    | 6           | 6           |

### Danse sur glace
| Rang | Nom                                     | Pays                 | Points | Danse imposée | Danse originale | Danse libre |
| ---- | --------------------------------------- | -------------------- | ------ | ------------- | --------------- | ----------- |
| 1    | Marina Klimova / Sergueï Ponomarenko    | Union soviétique     | 2.0    | 1             | 1               | 1           |
| 2    | Maïa Oussova / Alexandre Jouline        | Union soviétique     | 4.0    | 2             | 2               | 2           |
| 3    | April Sargent / Russ Witherby           | États-Unis           | 6.0    | 3             | 3               | 3           |
| 4    | Dominique Yvon / Frédéric Palluel       | France               | 8.4    | 5             | 4               | 4           |
| 5    | Jeanne Miley / Michael Verlich          | États-Unis           | 10.4   | 6             | 5               | 5           |
| 6    | Andrea Weppelmann / Hendryk Schamberger | Allemagne de l'Ouest | 12.4   | 7             | 6               | 6           |
| 7    | Kaoru Takino / Kenji Takino             | Japon                | 14.4   | 8             | 7               | 7           |
| 8    | Lyuang Liu / Xiaolei Zhao               | Chine                | 16.4   | 9             | 8               | 8           |

## Source
- Patinage Magazine N°15 (Février 1989)